# ألما ديني
ألما ديني (بالإنجليزية: Alma Denny)‏ هي كاتِبة وشاعرة أمريكية، ولدت في 1906 في فار روكواي ‏ في الولايات المتحدة، وتوفيت في 1 مارس 2003 في مانهاتن في الولايات المتحدة.